# ویلیام گیبسون (بازیکن فوتبال)
ویلیام گیبسون (انگلیسی: William Gibson; ۱۷ سپتامبر ۱۹۲۶ – ۲۱ ژانویهٔ ۱۹۹۵) ورزشکار فوتبال اهل بریتانیا بود.
از باشگاه‌هایی که در آن بازی کرده‌است، می‌توان به باشگاه فوتبال آرسنال، باشگاه فوتبال ترانمره راورز، و باشگاه فوتبال برنتفورد اشاره کرد.